# Sir Harry Range
Sir Harry Range är ett berg i Kanada.   Det ligger i provinsen British Columbia, i den sydvästra delen av landet, 3 800 km väster om huvudstaden Ottawa. Toppen på Sir Harry Range är 575 meter över havet, eller 19 meter över den omgivande terrängen. Bredden vid basen är 0,20 km. Sir Harry Range ligger vid sjön Huaskin Lake.
Terrängen runt Sir Harry Range är huvudsakligen kuperad. Trakten runt Sir Harry Range är nära nog obefolkad, med mindre än två invånare per kvadratkilometer.. 
I omgivningarna runt Sir Harry Range växer i huvudsak barrskog.